# Michael Jackson’s Thriller
Michael Jackson’s Thriller (с англ. — «„Триллер“ Майкла Джексона»), — американский короткометражный фильм режиссёра Джона Лэндиса, выпущенный в качестве музыкального видео на песню «Thriller» с одноимённого студийного альбома автора-исполнителя Майкла Джексона. Был впервые показан в лос-анджелесском кинотеатре Crest Theatre 14 ноября 1983 года, телевизионная премьера состоялась 2 декабря 1983 года на MTV. Главные роли исполнили Джексон и Ола Рэй. Четырнадцатиминутный фильм повествует о паре влюблённых, которых окружает орда зомби.
Шестой альбом Джексона, Thriller, был выпущен в ноябре 1982 года и несколько месяцев удерживался на вершине чарта Billboard 200. В этом ему помогли в том числе пользовавшиеся популярностью музыкальные видео на песни «Beat It» и «Billie Jean». В июле 1983 года, после того, как Thriller был вытеснен с вершины чарта, менеджер Джексона Фрэнк Дилео предложил снять ещё один клип на титульный трек альбома. Джексон нанял для этой цели режиссёра Джона Лэндиса, впечатлившись его фильмом «Американский оборотень в Лондоне» (1981). Так как уже были распроданы миллионы копий альбома, руководство CBS Records, лейбла Джексона, отказалось спонсировать проект, посчитав задумку проявлением тщеславия. Лэндис и продюсер видео Джордж Фолси — младший обратились за финансированием к третьим сторонам. Чтобы покрыть расходы, была заключена сделка о показе документального фильма Making Michael Jackson’s Thriller  («Создание „Триллера“ Майкла Джексона») о съёмках видео. Michael Jackson’s Thriller стал самым дорогим музыкальным клипом на момент своего выпуска. Существуют противоречивые сведения о его окончательном бюджете: от 800 тысяч до 1,1 миллиона долларов США, режиссёр заявлял о сумме в 500 тысяч долларов. Съёмки проходили в Лос-Анджелесе. Хореографом выступил Майкл Питерс, гримом и спецэффектами занимался Рик Бейкер.
Фильм быстро стал популярным, его регулярно транслировали телеканалы Showtime и MTV. Он помог Thriller стать самым продаваемым альбомом всех времён, что укрепило статус Джексона как доминирующей фигуры в музыкальной индустрии. Однако Michael Jackson’s Thriller не обошёлся без критики. Национальная коалиция по борьбе с насилием на телевидении заявила о чрезмерной жестокости видео. Кроме того, Джескону пригрозили исключением из свидетелей Иеговы за якобы пропаганду демонологии. Майкл и его юрист Джон Бранка приняли решение разместить в начале фильма дисклеймер о том, что исполнитель не поддерживает веру в оккультизм. Несколько элементов короткометражного фильма оказали длительное влияние на популярную культуру, начиная с узнаваемого образа Джексона в красной кожаной куртке, разработанной женой Лэндиса Деборой Нэдулмэн, и заканчивая знаменитым «танцем зомби», которому подражают по всему миру. В 2009 году видео было внесено в Национальный реестр фильмов Библиотеки Конгресса США как «культурно, исторически или эстетически значимое». Michael Jackson’s Thriller приписывается повышение планки для музыкальных клипов, разрушение расовых барьеров в музыкальной индустрии и популяризация документального формата. Ряд изданий признал его одним из лучших музыкальных видео за всё время.

## Сюжет
Майкл и его подруга (Ола Рэй) едут по грунтовой дороге в лесу. Их машина заглохла, и паре пришлось идти пешком. Джексон предлагает избраннице «официально» начать встречаться, и та соглашается. Молодой человек вручает ей кольцо и предупреждает, что он не такой, как все. Она уверяет в своей любви. На небе появляется диск полной луны, и Майкл превращается в чудовищного кота-оборотня. Девушка пытается убежать, но оборотень настигает её и готовится наброситься. В этот момент действие переносится в зал кинотеатра, и зритель понимает, что всё, что происходило до этого момента, не более чем фильм ужасов, а Майкл и его девушка сидят в зрительном зале и смотрят этот фильм.
В конце концов, девушка не выдерживает и покидает зал, Майкл следует за ней. Они выходят из кинотеатра, и Майкл поёт песню «Thriller», в которой говорится о всевозможных монстрах и привидениях. Тем временем они идут через кладбище, вокруг начинает шевелиться земля и из могил вылезают многочисленные мертвецы. Зомби собираются в толпу и окружают влюблённых.
Пара в ужасе, но внезапно Майкл тоже превращается в зомби и сливается с толпой мертвецов. Все вместе они в танце преследуют девушку. Убегая от них, та вбегает в заброшенный дом и закрывает за собой дверь. Пытаясь войти в дом, мертвецы выбивают окна и двери, взламывают пол. Майкл в образе зомби подходит к девушке, тянется к ней рукой и касается её плеча. Она с криком просыпается и видит, что вокруг обычная комната, а Майкл — в нормальном облике. Обнявшись, они вместе выходят из комнаты. В последний момент Майкл поворачивается к зрителям и зловеще улыбается, у него кошачьи глаза. Звучит злорадный душераздирающий смех.

## Особенности

Актёр Винсент Прайс озвучил рэп-сегмент для песни «Thriller»

В короткометражном фильме есть несколько отсылок к классическим элементам фильмов ужасов. Например, вступительная сцена, в которой Майкл Джексон и Ола Рэй одеты как подростки 1950-х годов, пародирует хоррор-фильмы категории B. Культурный критик Кобена Марсер писал, что видео представляет собой пародию на сам жанр фильма ужасов и «дразнит» зрителя многочисленными клише, но при этом затрагивает вопросы индивидуальности, аморальности и столкновения реальности с фантазией. Конец остаётся открытым, а «истинная» личность Майкла — неизвестной. Метаморфоза, которую претерпевает Джексон (из вежливого «мальчика по соседству» (boy next door) в свирепого мужчину-оборотня), может быть интерпретирована как изображение мужской сексуальности, носящей звериный, хищнический и агрессивный характер. Марсер отмечал, что эта метафора также используется в киноленте «В компании волков», вышедшей на экраны в 1984 году.
По мнению журнала Roling Stone, Michael Jackson’s Thriller рассказывает историю взросления, а превращение в оборотня было безопасным способом рассказать о половым созревании. «В подростковом возрасте у детей начинают расти волосы в неожиданных местах, а части их тела набухают и увеличиваются в размерах, — комментировал роль метафоры оборотня в кинематографе режиссёр видео Джон Лэндис — каждый испытывает эти физические изменения в своём теле и новые, незнакомые сексуальные мысли в своём сознании. Неудивительно, что мы с готовностью принимаем концепцию буквальной метаморфозы».
В «Thriller» есть озвученный актёром Винсентом Прайсом рэп-сегмент, в котором рассказывается о вурдалаках, оживающих в полночь в поисках крови («The midnight hour is close at hand. Creatures crawl in search of blood...»). Хореография зомби может отсылать к строкам этой части песни, в которых упоминается бал-маскарад мертвецов («Night creatures call, and the dead start to walk in their masquerade»).
Грим Джексона придаёт «призрачную бледность» его коже и подчëркивает контур черепа, что является аллюзией на маску Лона Чейни из фильма «Призрак Оперы» 1925 года. Культоролог Питер Дендл счёл, что сцена вторжения зомби в заброшенный дом была вдохновлена «Ночью живых мертвецов» (1968) и в полной мере передаёт «ощущение клаустрофобии и безнадёжности». Кобена Мерсер отмечает, что персонажи существуют на метатекстовом уровне: Ола Рэй осознаёт ужас, который испытывает она же в «фильме внутри фильма», и забывает, что это «всего лишь кино», так что она также представляет человека, который смотрит Michael Jackson’s Thriller. Реальность этого персонажа в конце сбивает с толку, поскольку она просыпается, а у её спутника такие же кошачьи глаза, как у зверя из кошмара.

## Подготовка

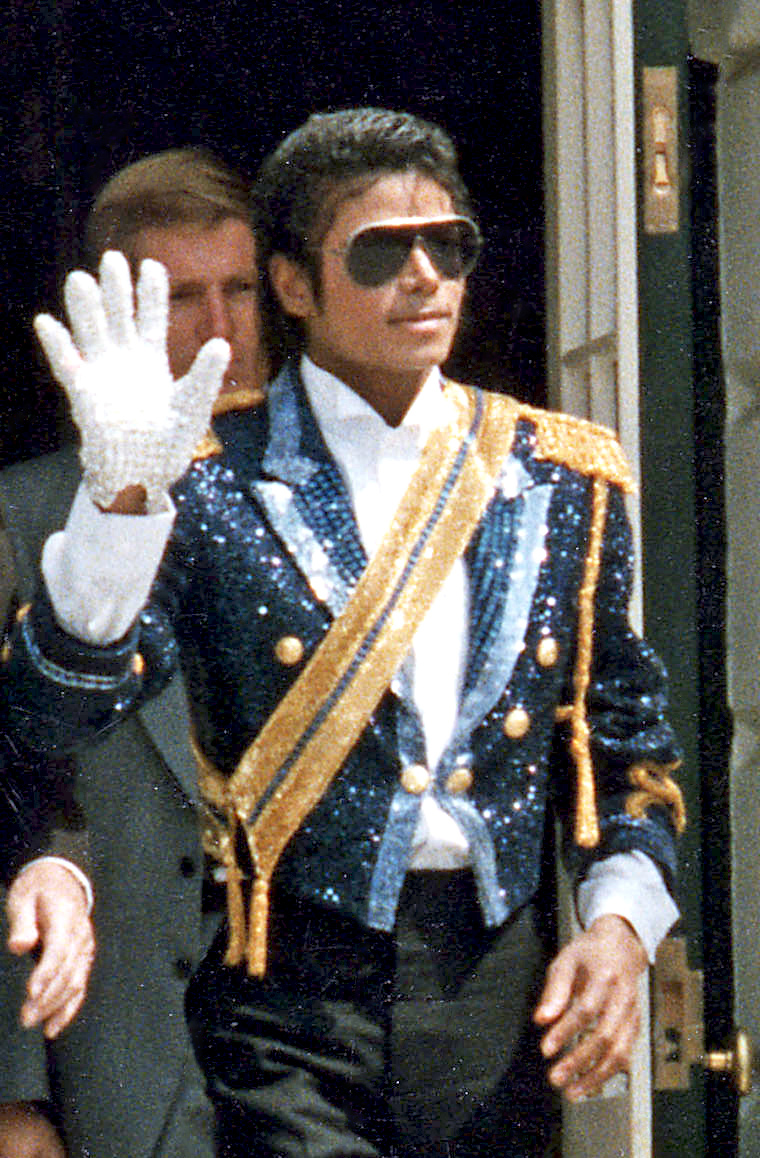
Майкл Джексон в 1984 году

Студийный альбом Майкла Джексона Thriller был выпущен в ноябре 1982 года на лейбле Epic Records и четыре месяца удерживался на первой строчке чарта Billboard 200. Все семь синглов с альбома («The Girl Is Mine», «Billie Jean», «Beat It», «Wanna Be Startin' Somethin'», «Human Nature» и «P.Y.T. (Pretty Young Thing)», а позднее и «Thriller») в разное время попали в первую десятку хит-парада Billboard Hot 100, что стало рекордом. Музыкальные видео, выпущенные на песни «Billie Jean» и «Beat It», показали свою эффективность как часть рекламной кампании пластинки. В июне 1983 года саундтрек к фильму «Танец-вспышка» вытеснил Thriller с вершины Billboard 200. Альбом ненадолго вернул себе эту позицию в июле, прежде чем снова был вытеснен Synchronicity группы The Police. Джексон, постоянно отслеживающий показатели продаж, призвал руководителей Epic Уолтера Йетникоффа и Ларри Стесселя разработать план, который вернул бы альбом на вершину чарта.
«После  „Братьев Блюз“ мне захотелось сделать хороший музыкальный номер с настоящими танцорами и правильно его снять. И я пытался использовать известность Майкла, чтобы заново изобрести короткометражный фильм. Вот почему он длится 14 минут: это двухчастный ролик, такой же длины, как короткометражка Лорела и Харди или мультфильм про Багза Банни».
Титульную «Thriller», песню, отсылающая к различным элементам фильмов ужасов, Epic не планировала выпускать в качестве сингла; Йетникофф, в частности, сомневался, что кому-то будет интересен сингл про монстров. Тем не менее менеджер Джексона Фрэнк Дилео предложил снять музыкальное видео на заглавный трек, сказав певцу: «Это просто — всё, что нужно делать, это танцевать, петь и быть страшным». Сам исполнитель никогда не был фанатом фильмов ужасов и позаботился о том, чтобы тон фильма был «жутко-комичным», а не по-настоящему пугающим. При этом песня изначально имела название «Starlight» и совершенно иной смысл, пока не была переписана Родом Темпертоном.
В начале августа 1983 года, вдохновившись фильмом ужасов «Американский оборотень в Лондоне» (1981), Джексон связался с его режиссёром Джоном Лэндисом. В то время кинорежиссёры не занимались музыкальными клипами, но Лэндис был заинтригован просьбой певца о встрече и хотел снять театральный (то есть показываемый в кинотеатрах) короткометражный фильм вместо стандартного музыкального видео и использовать известность Джексона, чтобы возродить этот формат. Исполнитель хотел сделать нечто подобное «Американскому оборотню» и, по словам Лэндиса, «просто стать монстром». Режиссёр написал сценарий, ставя своей целью «дать ему [Джексону] девушку», так как в видео на «Billie Jean», «Beat It» Джексон никак не взаимодействовал с женщинами. Певец хотел, чтобы результат стал «стимулом для людей снимать более качественные видеоролики или короткометражные фильмы».

### Финансирование

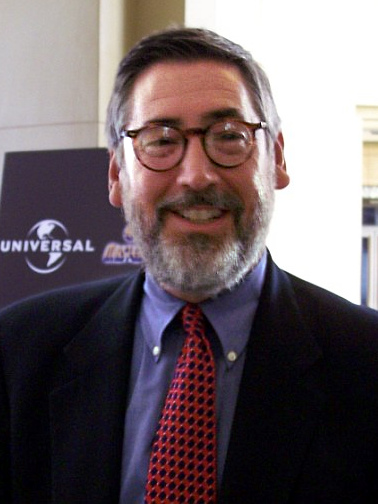
Джон Лэндис выступил режиссёром фильма

Существуют противоречивые данные о том, сколько стоило производство Michael Jackson’s Thriller. По оценкам, фильм обошёлся в сумму от 800 тысяч до 1,1 миллиона долларов США. Лэндис же утверждал, что фактическая стоимость составила 500 000 долларов, когда обычный бюджет музыкального клипа в то время был в десять раз меньше; таким образом, фильм стал самым дорогим видеоклипом на момент своего выпуска. Режиссёр рассказал, что когда он позвонил Йетникоффу, чтобы предложить проект, тот так громко выругался, что ему пришлось отнять телефон от уха. Руководители Epic не были заинтересованы в создании ещё одного видео на песню с Thriller, полагая, что альбом достиг своего пика. И они, и их материнская компания CBS Records сочли идею проявлением тщеславия. Джексон хотел профинансировать проект сам, но Лэндис возразил, отметив, что Джексон всё ещё живëт со своими родителями в их доме в Энсино. В конечном итоге Epic выделила всего 100 000 долларов.
Первоначально телеканалы отказались финансировать короткометражку, так как разделяли мнение, что Thriller — это уже «прошлогодняя новость». Канал MTV, который почти не принимал в ротацию музыкальные видео чернокожих артистов и под давлением CBS был вынужден транслировать клипы на «Billie Jean» и «Beat It», никогда не финансировал музыкальные клипы и отказался участвовать в создании Michael Jackson’s Thriller, поскольку ожидал, что звукозаписывающие компании покроют расходы. Тем временем Лэндис и продюсер Джордж Фолси — младший достигли соглашения с Walt Disney Studios о показе короткометражного фильма в нескольких кинотеатрах Лос-Анджелеса.
Чтобы помочь с финансированием, Фолси предложил снять 45-минутный документальный фильм о создании Michael Jackson’s Thriller, в результате чего получилась бы часовая программа, пригодная для продажи телеканалам. Документальный фильм Making Michael Jackson’s Thriller  («Создание „Триллера“ Майкла Джексона») был срежиссирован Джерри Крамером и включает кадры выступлений Джексона на «Шоу Эда Салливана» и Motown 25: Yesterday, Today, Forever. После того, как канал Showtime рискнул внести 250 000 долларов США (по другим данным, 300 000 долларов) в обмен на права на трансляцию по платному телевидению, MTV согласилось выплатить ещё 250 000, оправдывая это финансированием документального фильма, а не самого музыкального видео. Джексон покрыл некоторые дополнительные расходы, которые ему позже были возмещены. По данным журнала Time, компания Vestron Video выделила 500 000 долларов на распространение фильма Making Michael Jackson’s Thriller в формате VHS. Это была новая практика, поскольку ранее Vestron покупала права на распространение кассет, не принимая непосредственного участия в производстве кинолент. Компания изначально должна была произвести свыше 100 000 копий видеокассет, что стало самым большим подобным заказом.

## Производство

### Актёрский состав
Главные роли (как подростков 1950-х годов в «фильме внутри фильма», так и влюблённую пару в более современной обстановке) исполнили Майкл Джексон и Ола Рэй. В интервью Toronto Star Лэндис отметил, что Джексона обладал характером десятилетнего ребёнка, и указал на сцены из Making Michael Jackson’s Thriller, в которых он общается с певцом как с маленьким мальчиком.
Дженнифер Билз, известная по роли в фильме «Танец-вспышка», отклонила предложение сыграть роль подруги. Двадцатитрёхлетняя Ола Рэй привлекла внимание Лэндиса своей второстепенной ролью в фильме «За десять минут до полуночи» (1983). Среди других кандидаток она выделялась «великолепной улыбкой» и тем, что «она была без ума от Майкла». Рэй позировала обнажённой для журнала Playboy (о чём Лэндис изначально не знал), и этот факт заставил Джексона сомневаться перед тем, как утвердить её на роль. Режиссёр смог уговорить исполнителя и призвал его импровизировать с ней во время съёмок и раскрыть свою «сексуальную» сторону, чтобы показать поклонникам взросление. Это был первый раз, когда Джексон взаимодействовал с женщиной в своём музыкальном клипе. Несмотря на то, что они с Джексоном флиртовали и проводили время наедине в трейлере на съёмочной площадке, Рэй заявила, что это были «рабочие отношения, и не что иное», так как певцу нравилась актриса Брук Шилдс.
Хотя песня «Thriller» включает рэп-сегмент Винсента Прайса, актёр не появляется в короткометражном фильме. Его имя можно увидеть в одной из сцен на вывеске и афише фильма «Дом восковых фигур» (1953) у входа в кинотеатр. Сестра Майкла Джексона, Джанет, снялась в фильме в роли одного из зомби.

### Хореография

Майкл Джексон исполняет танец зомби. Кадр из музыкального видео Michael Jackson’s Thriller

Джексон создал танец зомби вместе с Майклом Питерсом, который ранее поставил хореографию для клипа «Beat It». Питерс встретился с певцом ещё в 1976 году и рассказывал, что с ним было легко работать, поскольку он был «прирождённым танцором», который приветствовал вклад других артистов. Джексон отметил, что его главной целью было создать такой танец, чтобы существа не выглядели комично. Стараясь представить, как зомби двигаются, он и Питерс вместе «корчили рожицы» перед зеркалом, певец иногда приходил на репетиции в гриме монстра. Они старались привнести в танец как можно больше элементов джазового танца и меньше элементов балета.

Питерс нанял 22 профессиональных танцора, в том числе четверых исполнителей поппинга. Репетиции проходили в танцевальной студии актрисы Дебби Рейнольдс в Северном Голливуде и длились десять дней. В своей книге Thriller: The Musical Life of Michael Jackson (2010) Нельсон Джордж утверждает, что Питерс использовал типичную неуклюжую, шатающуюся походку зомби (которую можно увидеть, например, в фильме «Рассвет мертвецов» 1978 года), чтобы создать «пугающие покачивания головой и скользящие шаги», которые «изящны в своей неуклюжести» и «по определению» относятся к кэмпу. Помощник хореографа Винсент Питерс прокомментировал: «Я думаю, что он [Питерс] очень хорошо уловил аспекты движения зомби. В его хореографии были эклектичные ритмы, чувство юмора и умение понимать то, что происходит в мире танца».

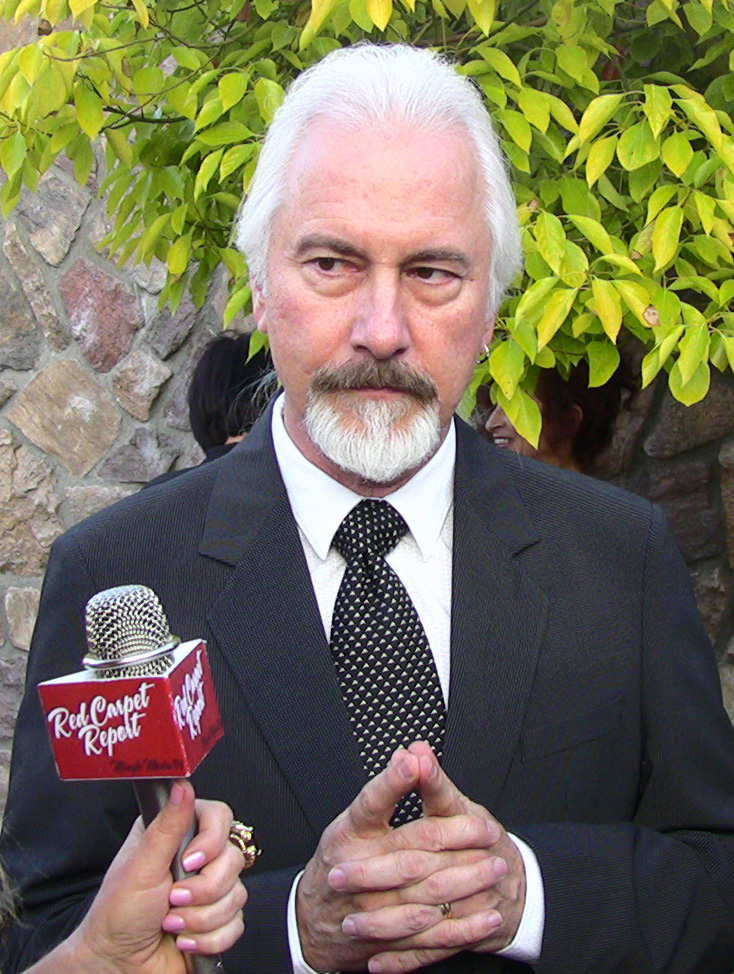
Рик Бейкер в 2011 году

### Грим
Изначально Джексон хотел, чтобы его персонаж превращался из двуногого человека в четвероногого зверя, подобно «Американскому оборотню в Лондоне», но в результате было решено, что танцевать будет удобнее в облике двуногого существа. Лэндис решил, что певец станет оборотнем в «фильме внутри фильма», как это происходит с Майклом Лэндоном в «Я был подростком-оборотнем» (отсюда и обстановка 1950-х годов). Рик Бейкер, лауреат премии «Оскар» за грим в «Американском оборотне в Лондоне», показал Джексону изображения монстров и позднее вспоминал, что тот не смотрел много фильмов ужасов. Он решил превратить исполнителя в кота-оборотня, так как чувствовал, что тому подойдёт «что-то кошачье». Первоначально Бейкер создавал нечто похожее на чёрную пантеру, но в дальнейшем существо приобрело более длинные уши и объёмную гриву. Лэндис одобрил второй набросок Бейкера, потому что посчитал более соответствующим его представлению о не слишком уродливым или неприятном монстре.

Процесс нанесения грима в мастерской Бейкера был запечатлён на 16-миллиметровую плёнку и впоследствии включён в Making Michael Jackson’s Thriller. Видео показывает изготовление гипсового слепка лица Джексона, установку жёлтых контактных линз, накладных зубов, синтетических волос и надувных шариков из вспененного латекса, используемых для придания необходимой формы лицу. Бейкер сравнил свою работу с профессией стоматолога: «Им [актёрам] приходится часами неподвижно сидеть на кресле, пока вы над ними работаете. Это неудобно». Джексон привык к многочасовому нанесению гриму после своей роли Страшилы в фильме «Виз» (1978). Гримировке других актёров уделялось меньше внимания ввиду ограниченности времени (всего три дня от знакомства с ними до начала съёмок), особый акцент сделан на певце. Над образами Джексона и танцоров работали в общей сложности 20 визажистов, некоторые из них также сыграли зомби, включая самого Бейкера.

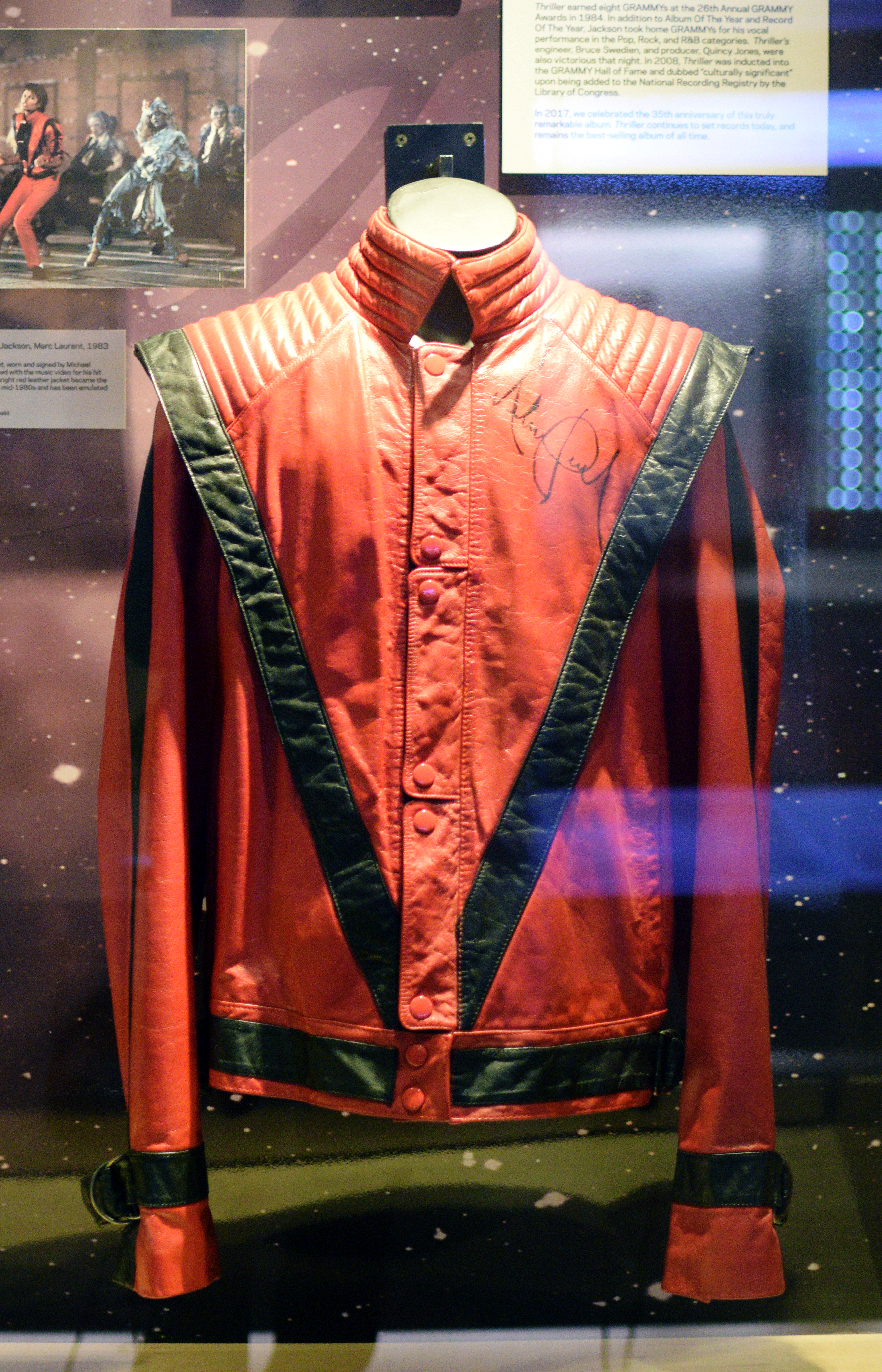
Куртка Джексона в Grammy Museum at L.A. Live

### Костюмы
Художником по костюмам выступила жена Лэндиса Дебора Нэдулмэн, известная своим участием в фильме «Индиана Джонс: В поисках утраченного ковчега» (1981), для главного героя которого она разработала фетровую шляпу и кожаную куртку. Нэдулмэн одела Джексона в удобную для танцев повседневную модную одежду красного цвета для контраста с тёмным временем суток и мрачным тоном видео. Знаменитая красная куртка певца также придавала его худому телу (в свои 25 лет он к тому же был не очень высоким) больше мужественности. Чёрные полоски посередине на ней образовывают букву «V», напоминая супергеройский костюм. По словам Нэдулмэн, дизайн куртки подчёркивает превращение Джексона в «демонического танцора», ведь «в истории моды есть что-то в шевроне и букве „V“, что ассоциируется с дьяволом». Рукава с чёрными полосками превращают «V» в «М». Нэдулмэн рассказывала, что исполнитель носил собственные носки и обувь, позаимствовав стиль у Фреда Астера. Ола Рэй одета в ярко-синюю куртку с леопардовыми пятнами и укороченные джинсы, а одежда зомби, созданная со-дизайнером Келли Кимбалл, была куплена в благотворительном магазине, после чего «порезана, испорчена и искусно уничтожена».

### Съёмки

Локации съёмок Michael Jackson’s Thriller
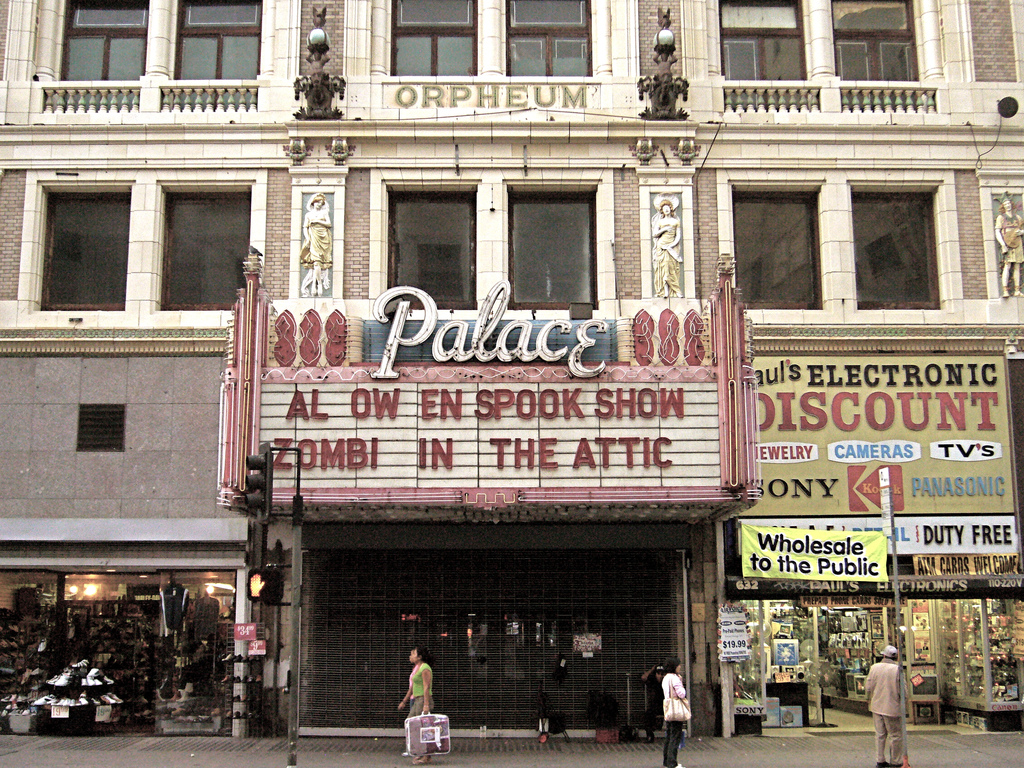
Palace Theatre
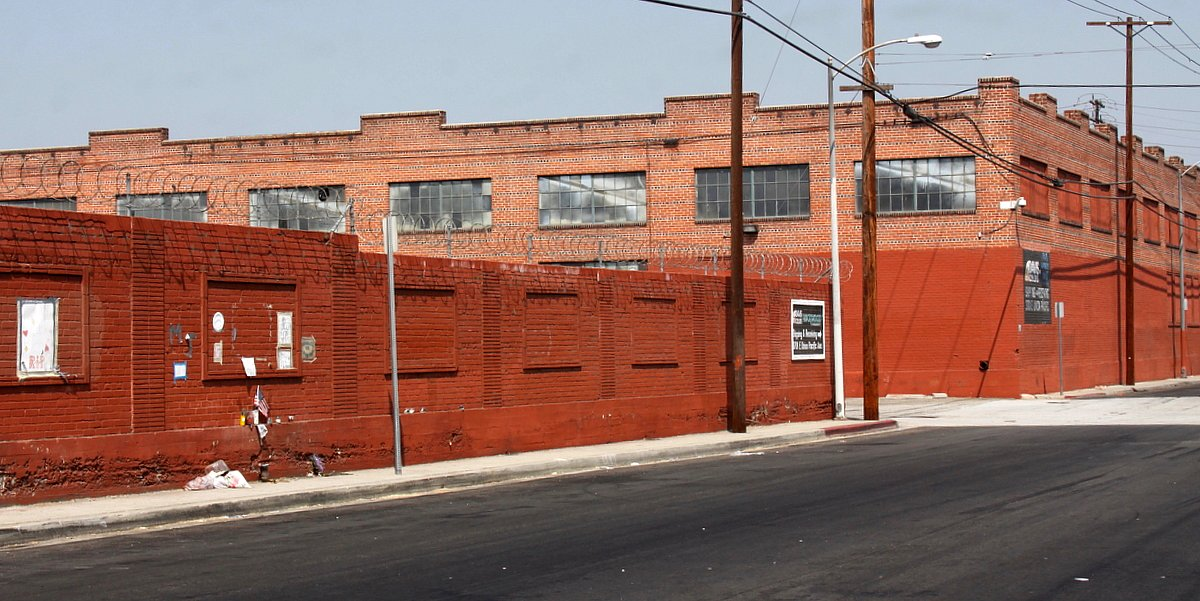
Юнион-Пасифик-авеню
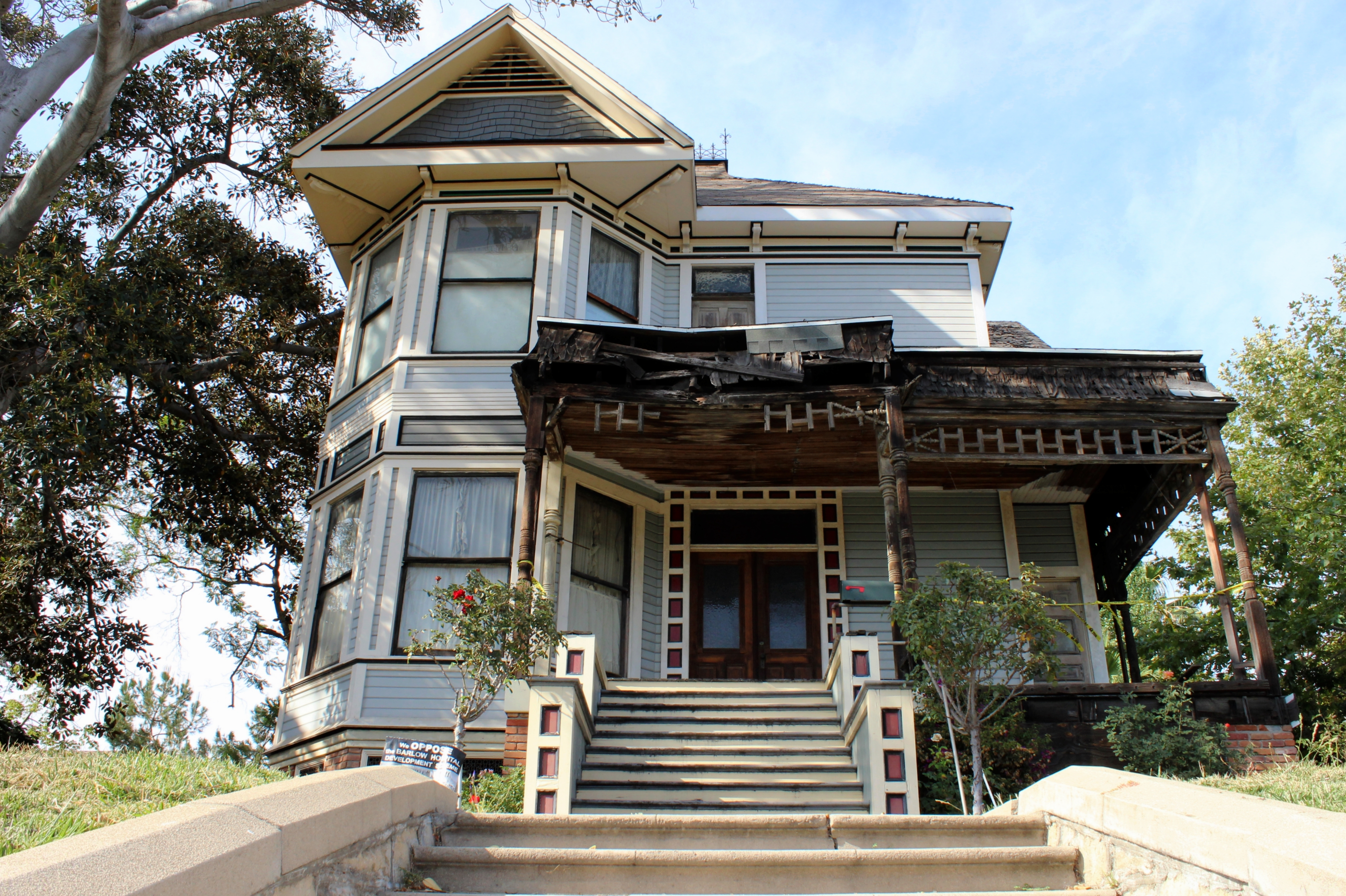
Дом по адресу Кэрролл-авеню, 1345

Съёмки на 35-миллиметровую плёнку длились десять дней и проводились на семи площадках в Лос-Анджелесе. Все участники кинопроизводства должны были подписать соглашение о неразглашении, что тогда являлось большой редкостью для музыкальных клипов. Во избежании утечек в СМИ информации о локациях съёмок печатались карты с их ложными местоположениями. На площадках всегда находилось большое количество охраны и полиции. Фанатов, которые всё же узнали о месте проведения съёмок, Лэндис подпускал довольно близко, но оставлял за ограждениями. На площадках побывали некоторые известные деятели индустрии развлечений, такие как Марлон Брандо, Фред Астер, Рок Хадсон и Жаклин Кеннеди Онассис. Оператор Брайан Гринберг отметил, что производство было гораздо масштабнее, чем в «Beat It», так как фильм имел чёткий сюжет, а режиссёр снимал его в «стиле старого Голливуда».
Съёмки сцен внутри и снаружи кинотеатра прошли в Palace Theatre в даунтауне Лос-Анджелеса. Сцена, где мертвецы оживают и восстают из могил, была снята на мясокомбинате, расположенном в к востоку от города. В том же районе, на пересечении Юнион-Пасифик-авеню и Сауф-Кальцона-стрит, снимался момент с танцем зомби. Финальная сцена снималась в доме по адресу Кэрролл-авеню, 1345 в нейборхуде Анджелино-Хайтс района Эхо-Парк.

### Постпроизводство
После завершения съёмок Лэндис и Фолси несколько ночей занимались редактированием материала в Universal Studios Lot в присутствии Джексона. Изначальная звуковая дорожка содержала только диалоги и удлинённую по сравнению с альбомной версией песню «Thriller». Звукорежиссёр Майкл Уилхойт собрал нескольких танцоров в студии и записал аудио их шагов. Важная роль отводилась «пугающему и странному» звучанию зомби: их голоса редактировали, разворачивали, воспроизводили медленнее. За второстепенную музыку отвечал композитор Элмер Бернстайн.
В процессе монтажа Making Michael Jackson’s Thriller Лэндис увидел, что весь отснятый материал длится всего 26 минут. Режиссёр обратился к матери Джексона Кэтрин за дополнительными кадрами. В результате в картину была включена запись на 8-миллиметровую плёнку, на которой пятилетний Майкл танцует. Оглядываясь назад, Лэндис отзывался о документальном фильме, изображающем музыканта «радостным и счастливым», как о «чествовании Майкла таким образом, который никогда раньше не приходил мне в голову». Производство сопровождающей видео документалки он называл «Созданием филлера» (The Making Of Filler — игра слов с thriller) и оценивал как «бесстыдство».

## Премьера

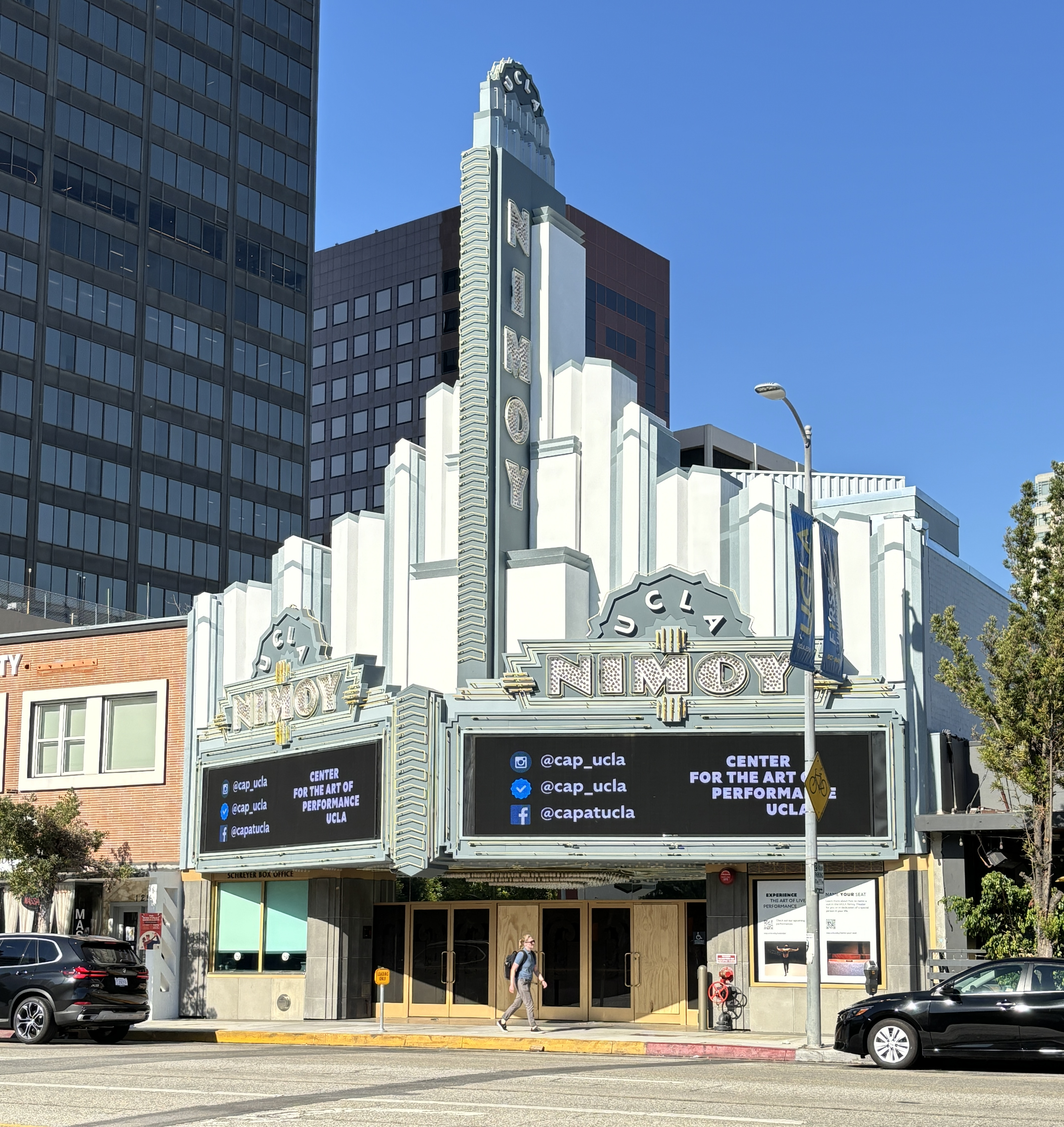
Crest Theatre (ныне Nimoy Theater) в Лос-Анджелесе, где состоялась премьера Michael Jackson’s Thriller

Закрытая премьера короткометражного фильма состоялась 14 ноября 1983 года в Crest Theatre в Лос-Анджелесе, на ней присутствовали такие знаменитости, как Принс, Дайана Росс, Уоррен Битти и Эдди Мерфи. Перед сеансом был показан мультфильм «Концерт» (1935) о Микки Маусе. Джексон, бывший по утверждениям его знакомых очень застенчивым, во время мероприятия находился в кинопроекционной и отклонил предложение Рэй присоединиться к сидящим в зале. По окончании фильма зрители устроили овации и потребовали показать его ещё раз. Как рассказывал Лэндис, «затем вскочил Эдди Мерфи и заорал: „Покажите чёртово видео ещё раз!“. Все уселись и посмотрели Thriller снова».
«Мы крутили его [Michael Jackson’s Thriller] каждый час и объявляли, когда он выйдет в эфир: „Thriller через час“, „через 50 минут“, „через 30 минут“. По иронии судьбы, мы, вероятно, не зашли бы так далеко и не стали бы так активно участвовать, если бы не критика Рика Джеймса за то, что мы не транслируем [видео] чернокожих артистов. Thriller впервые привлёк людей на MTV, и это заставило их остаться и смотреть его снова и снова. Теперь MTV нравился всем»
21 ноября короткометражка была впервые показана широкой публике в лос-анджелеском кинотеатре Avco. Чтобы претендовать на премию «Оскар», фильму требовался как минимум семидневный показ в кинотеатрах, поэтому он на протяжении нескольких недель демонстрировался в Avco вместе с диснеевским мультфильмом «Фантазия» (1940). Сеансы сопровождались аншлагами. В полночь 2 декабря на MTV состоялась премьера ленты вместе с документальным фильмом Making Michael Jackson’s Thriller. Телеканал показывал видео от трёх до пяти раз в день (а по утверждению газеты Los Angeles Times — дважды в час на пике популярности). По словам соучредителя MTV Леса Гарланда, обычные рейтинги канала резко возрастали во время показа Thriller. 23 декабря фильм был впервые показан на коммерческом телевидении — в эфире программы NBC «Friday Night Videos». 14 декабря Vestron Video выпустила Making Michael Jackson’s Thriller на кассетах по цене 29,95 долларов. Согласно журналу Billboard, к концу месяца документальная лента стала седьмым самым продаваемым VHS-релизом в США. За февраль 1984 года телеканал Showtime шесть раз показал Michael Jackson’s Thriller. Премьера в Великобритании прошла на Channel 4 в передаче «The Tube» в ночь на 3 декабря, по просьбам зрителей картина повторена следующим вечером.
Фильм не попал в число номинантов на премию «Оскар». Майкл Лондон из Los Angeles Times привёл слова режиссёра Пола Шнайдера, описавшего членов Академии кинематографических искусств и наук как «чрезычайно консервативных», и обратил внимание на пожилой возраст многих из них — от 60 до 70 лет. Музыкальные видеоклипы по-прежнему рассматривались ими как «коммерческие предприятия», создаваемые с целью увеличения продаж пластинок.

### Thriller 3D
В 2017 году на 74-м Венецианском кинофестивале состоялась премьера Thriller 3D, а также показ Making Michael Jackson’s Thriller, ранее доступного только на VHS. Для создания 3D-версии фильма были восстановлены оригинальные 35-миллиметровые негативы, на которых выделялись объекты (такие как волосы или листья деревьев) для создания эффекта параллакса. Кроме того, стандартный двухканальный стереозвук улучшен с использованием современной технологии Dolby Atmos.
Показ этой версии также состоялся на Международном кинофестивале в Торонто и в Китайском театре TCL в Голливуде. На премьере в последнем присутствовали брат Джексона Джермейн и отец Джо. В сентябре 2018 года в течение недели Thriller показывался в формате IMAX 3D в кинотеатрах США и Мексики, предваряя фильм «Тайна дома с часами».

## Приём

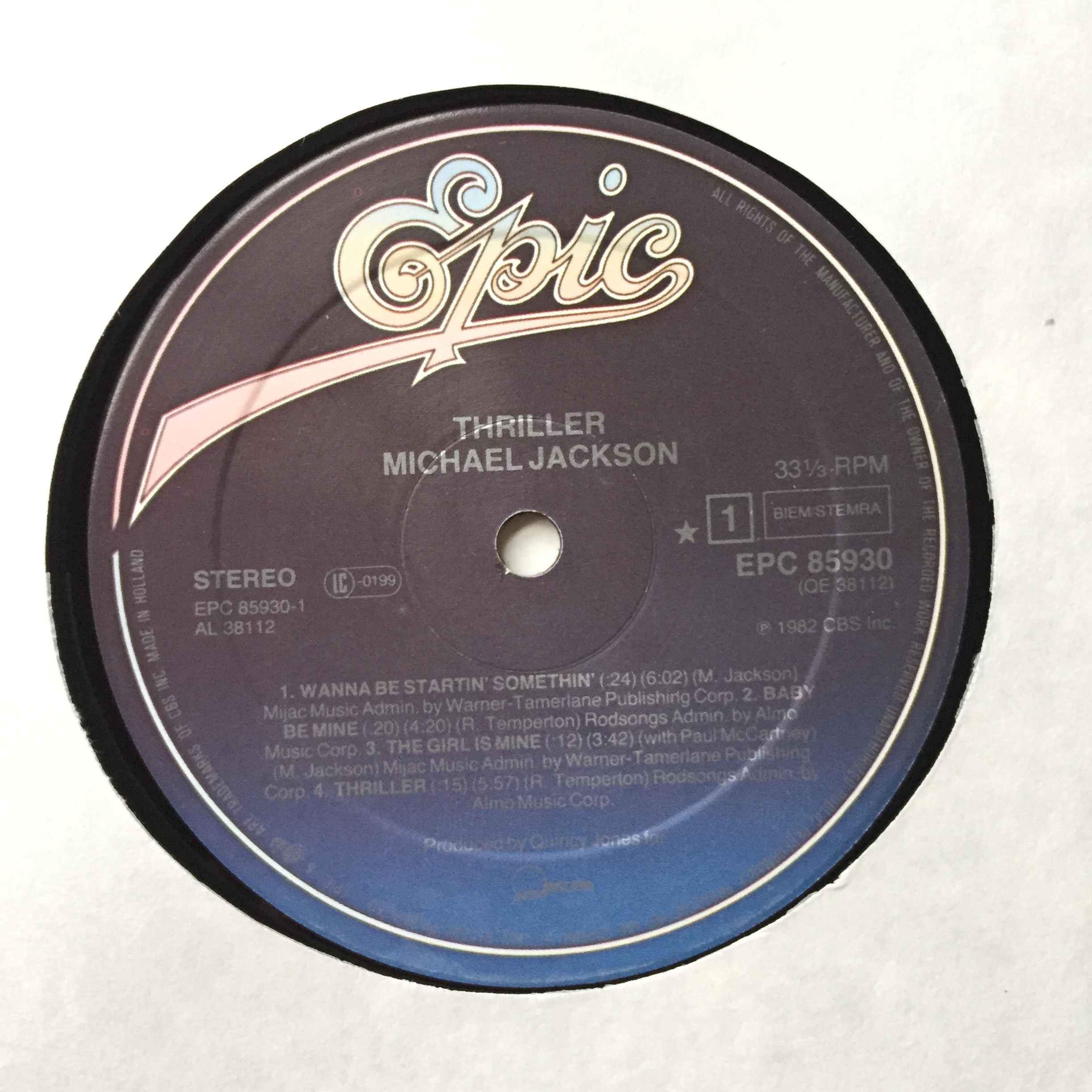
В 1984 году Thriller занесён в Книгу рекордов Гиннесса как самый продаваемый альбом всех времён; на 2025 год он продолжает удерживать этот статус

В течение нескольких месяцев после выхода Making Michael Jackson’s Thriller на VHS, кассеты разошлись тиражом в миллион копий, что сделало документальный фильм самым продаваемым домашним видео на тот момент. К концу 1983 года количество продаж пластинки выросло в два раза — с 16 до 32 миллионов, — во многом благодаря синглу «Thriller» и музыкальному клипу на него. В конечном счёте Thriller стал самым продаваемым альбомом всех времён. Успех превратил Джексона в доминирующую фигуру в мировой музыкальной индустрии и закрепил за ним звание «короля поп-музыки». На церемонии MTV Video Music Awards 1984 года Michael Jackson’s Thriller был отмечен наградами в категориях «Выбор зрителей», «Лучший перформанс в видео» и «Лучшая хореография», а также получил номинацию на «Лучшую идею видео», «Лучшее мужское видео» и «Видео года». Критик Митико Какутани в статье для The New York Times прокомментировал, что музыкальные клипы Джексона — «миниатюрные мюзиклы» со сложной постановкой, которые «стали идеальной демонстрацией его талантов».
После релиза фильма в изданиях публиковались различные отклики. Журналист The Buffalo News Энтони Виоланти писал: «Сюжет Thriller банален и предсказуем, а актёрская игра Джексона просто сносна. Однако, когда он поёт и танцует, он один превращает всю постановку в особый вид искусства». Критик The Washington Post Том Шейлс заявлял, что хотя Michael Jackson’s Thriller «и разочаровывает как фильм, его легко можно воспринимать как ещё один артефакт в анналах современной Джексонианы». По словам Шейлса, главное разочарование клипа заключается в том, что исполнитель «пал жертвой избитых концепций режиссёра Джона Лэндиса, чья цель в этом фильме, похоже, состоит в том, чтобы переработать старый материал из его фильма „Американский оборотень в Лондоне“».
Критик Кен Такер выразил мнение, что «Лэндис, похоже, был так занят созданием спецэффектов, что не удосужился придумать оригинальный визуальный стиль». Джон Рокуэлл из The New York Times тоже отметил недостаток оригинального стиля и назвал работу «не очень страшной». Между тем Джефф Гуинн и Майкл Прайс в рецензии Fort Worth Star-Telegram описали Michael Jackson’s Thriller как «не просто рок-видео, а гениальную короткометражку», которая вызывает больше эмоций, чем «многие полнометражные картины». Журнал Time включил видео в двадцатку лучших музыкальных клипов 1983 года, наряду с «Billie Jean» и «Beat It».
Шейлс утверждал, что кинолента «вызвала бурный резонанс, как и почти всё, что делает Майкл Джексон, и подняла музыкальные клипы на новый уровень авантюризма и респектабельности» и стала «самым ожидаемым и обсуждаемым короткометражным фильмом, когда-либо снятым — по крайней мере, со времён „Большого ограбления поезда“ 1903 года». Согласно Виоланти, Джексон «возглавил революцию», ознаменовавшую переход рок-музыки из аудиосреды в визульную, что «иронично, учитывая проблемы, с которыми сталкивались чернокожие исполнители с попаданием на MTV, когда музыкальная сеть только начинала работать».
Майкл Лондон из Los Angeles Times счёл грань между короткометражными фильмами и музыкальными клипами размытой с учётом возможной номинации Michael Jackson’s Thriller на премию «Оскар».

### Реакция свидетелей Иеговы
За две недели до премьеры Джексон позвонил своему советнику Джону Бранке и приказал уничтожить негативы короткометражки, напуганный его возможным отлучением от свидетелей Иеговы за якобы пропаганду демонологии. Бранка, Джон Лэндис и Джордж Фолси — младший согласились, что копии фильма необходимо сохранить. Джексон провёл три дня в запертой комнате, отказываясь выходить. После улучшения его эмоционального состояния Бранка предложил ему разместить в начале видео дисклеймер. Текст предупреждения был следующим:
|                 | Due to my strong personal convictions, I wish to stress that this film in no way endorses a belief in the occult. |  | Исходя из моих твёрдых личных убеждений, я хочу подчеркнуть, что этот фильм никоим образом не поддерживает веру в оккультизм. |  |
| — Майкл Джексон | |  | |  |

По сообщениям СМИ, Джексону угрожали отлучением от церкви за его «мирскую» деятельность. В сентябре 1984 года журналистка Барбара Зигли писала: «Несмотря на его здоровый имидж и воздержание от наркотиков, алкоголя и секса, его аура суперзвезды противоречит тому образу, который стремятся воплотить Свидетели, выступающие против рок-музыки, чувственных танцев и идолопоклонничества».
По словам Ари Л. Голдмана из The New York Times, в то время Джексон был самым известным последователем Свидетелей Иеговы, хотя «фундаменталистские проповедники всех конфессий уже давно предупреждали о зле современной культуры», в том числе музыкальных клипов. Голдман отметил, что размещённый в начале видео отказ от ответственности соответствует позиции Свидетелей против демонов, дьяволопоклонства и магии.
На концертах Victory Tour песня «Thriller» не исполнялась, хотя в сет-лист гастролей входили композиции с того же альбома. Журналу Awake!, публикующемуся Свидетелями, Джексон заявил: «Теперь я понимаю, что это была плохая идея [...] Для Thriller были подготовлены всевозможные рекламные материалы, но я говорю им „Нет, нет, нет. Я не хочу ничего делать с Thriller. Больше никакого Thriller». Кроме того, он пообещал остановить распространение короткометражного фильма везде, где только сможет, поскольку «многих людей это оскорбило».
К июню 1987 года исполнитель официально покинул организацию Свидетелей, что, по словам писателя и последователя церкви Гэри Боттинга, «хуже, чем быть исключённым». Представитель конгрегации Вудленд-Хиллз, к которой принадлежал Джексон, не прокомментировал причины ухода певца, как и менеджер Фрэнк Дилео. Лэндис заявил, что полемика оказала положительное влияние на короткометражный фильм, вызвав широкое обсуждение вокруг него.

### Реакция Национальной коалиции по борьбе с насилием на телевидении
В 1984 году Национальная коалиция по борьбе с насилием на телевидении изучила 200 музыкальных клипов, транслирующихся по MTV, и классифицировала более половины из них как чрезмерно жестокие. Michael Jackson’s Thriller был назван Салимом Хандалом, генеральным директором коалиции, «худшим» среди остальных изученных работ по своему содержанию. Организация выявила 27 актов насилия в видеоролике (больше, чем в любом другом рассмотренном клипе), включая жестокость в отношении персонажа Олы Рэй, которого преследуют и предположительно убивают за кадром. Председатель коалиции Томас Радецкий заявил: «Нетрудно представить, как молодые зрители после просмотра Thriller говорят: „Ого, если Майкл Джексон может терроризировать свою девушку, почему я не могу сделать то же самое?“». Хандал объявил, что результаты исследования публикуются для семьи Джексонов, чтобы они «задумались об этом и о том, что они делают».

## Наследие
«Это были идеальные симбиотические отношения [между Майклом Джексоном и MTV] — мы создали его, он создал нас. Он, с помощью CBS Records, как бы заставил нас осознать, что в музыке происходят перемены»
По словам Фила Хеблтвейта, пишущего для The Guardian, Thriller закрепил за MTV репутацию новой культурной силы, разрушил расовые барьеры телеканала, произвёл революцию в производстве музыкальных клипов, породил жанр документального кино «making of», сыграл роль в формировании рынка проката и продажи видеокассет. Режиссёр Брайан Грант признал выход видео поворотным моментом, который превратил музыкальные клипы в «настоящую индустрию». Бывший виджей MTV Нина Блэквуд отмечала положительный эффект Thriller на проекты, последовавшие за ним: «клипы становились всё более изощрёнными — больше сюжетных линий, гораздо более замысловатая хореография». Бас-гитарист группы Duran Duran Джон Тейлор говорил: «После Майкла Джексона, когда американские артисты почувствовали силу хорошо продуманного видео, всё стало дороже».
Slant Magazine замечал: «Никогда ранее музыкальный клип, который прежде был в значительной степени безыскусным маркетинговым инструментом, не использовал сюжет, костюмы и операторскую работу так широко, как Michael Jackson’s Thriller». Тед Джоа в своей книге Music: A Subversive History (2019) отмечает, что Джексон, как и Мадонна, «с пророческой ясностью предвосхитил правила взаимодействия с аудиторией конца XX века», создав «танцевальное представление, которое выделяется как самый новаторский короткометражный фильм того периода». Рик Бейкер отзывался о ролике как об одном из самых узнаваемых проектов за всю свою карьеру.
Когда в 2001 году телеканал VH1 поместил Thriller на первую строчку в рейтинге 100 наиболее выдающихся музыкальных видео, в ABC News сочли это «очевидным выбором», поскольку «практически все по-прежнему считают его величайшим видеоклипом всех времён», хотя «в конце концов, это короткометражный фильм». Многие другие СМИ, включая MTV, TV Guide, Rolling Stone, CNN и Entertainment Weekly, также называли его лучшим музыкальным видео всех времён. Достигнув к 2006 году проданного тиража в более чем девять миллионов копий, клип был занесён в Книгу рекордов Гиннесса как самый успешный в истории. Гил Кауфман из MTV назвал его культовым, новаторским и «одним из самых долговечных наследий Джексона», а также «мини-фильмом, который произвёл революцию в музыкальных клипах» и «закрепил за Джексоном статус одной из самых амбициозных и инновационных поп-звёзд всех времён». Billboard заявлял, что после Thriller, запомнищегося большой продолжительностью, участием Винсента Прайса, хорегорафией и образом зомби, премьера почти каждого клипа Джексона становилась событием. В 2014 году клип занял первое место в списке 20 лучших музыкальных видео Майкла Джексона по версии Rolling Stone, который назвал Thriller «самым важным событием на музыкальном телевидении» с момента выступлений The Beatles на «Шоу Эда Салливана».
Образ Джексона в красной кожаной куртке относится к числу самых известных в его карьере. Нэдулмэн называла этот наряд одним из своих лучших творений. Одна из двух курток, использованных в клипе, в 2011 году продана на аукционе за 1,8 миллиона долларов. В 2022 году её временно выставили в Зале славы рок-н-ролла. Ещё одну куртку Джексон подарил своим модельерам Деннису Томпкинсу и Майклу Бушу как образец для концертных версий костюма.

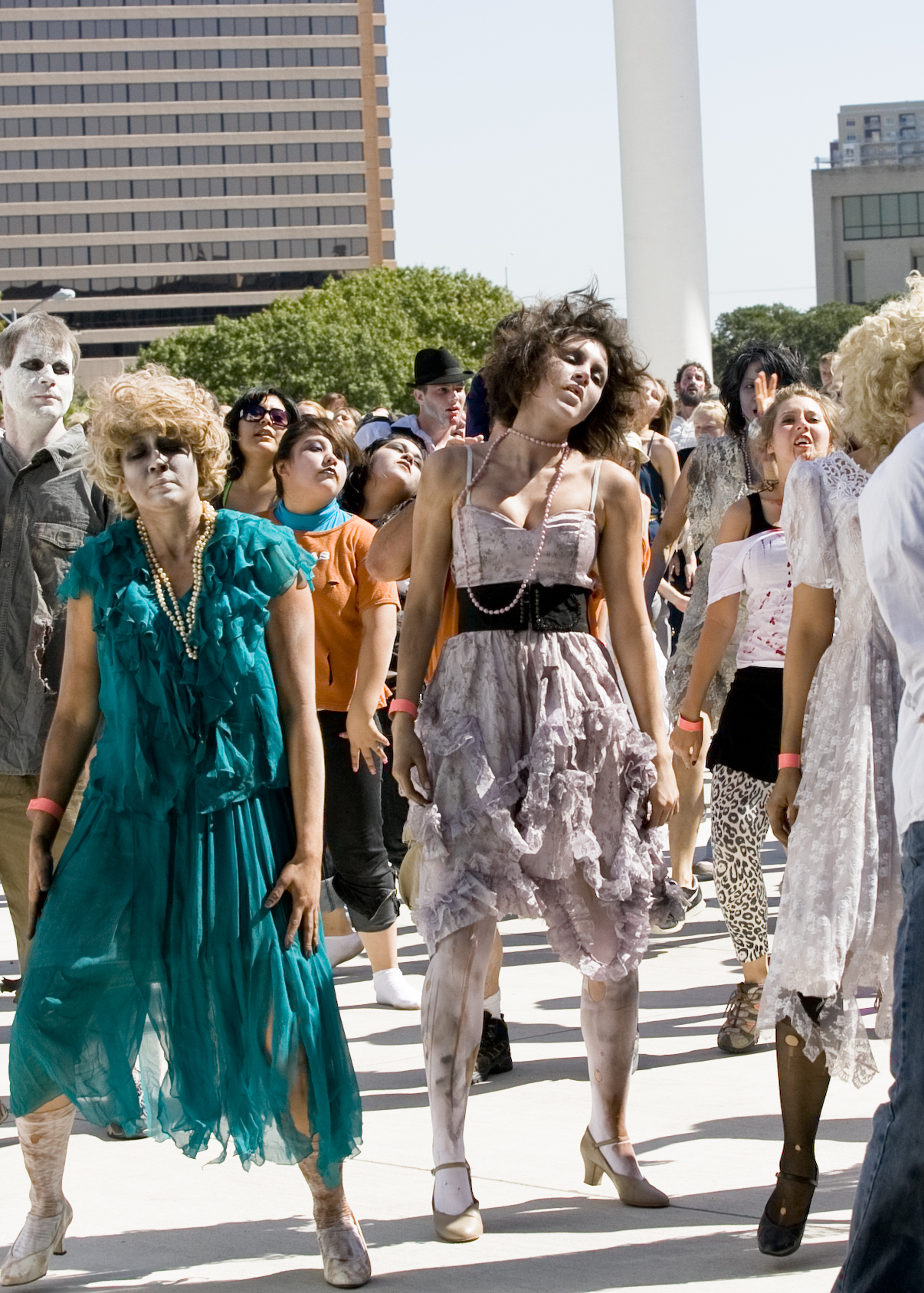
Участники флэшмоба Thrill the World в Остине (Техас)

Трек «Thriller» стал прочно связан с сезоном Хэллоуина. В ноябре 2016 года тогдашние президент США Барак Обама и первая леди Мишель Обама танцевали под эту песню с группой школьников на мероприятии в Белом доме. В 2006 году в Канаде 62 танцора в образах зомби повторили хореографию из Thriller. Мероприятие попало в Книгу рекордов Гиннесса как самый массовый танец по мотивам клипа и привело к зарождению движения Thrill the World, стремящегося превзойти этот результат. На 2025 год рекорд продолжает удерживать танец в Мехико в 2009 году, в котором приняли участие 13 597 человек. На YouTube появилось множество видео, в которых пользователи воссоздают хореографию или обучают ей. На 2010 год 41 миллион просмотров набрал ролик с танцем более 1500 заключённых тюрьмы в Себу. Отсылки на танец зомби встречаются в кинематографе. Так, в фильме «Из 13 в 30» (2004) его исполняет героиня Дженна (Дженнифер Гарнер). «Это простая хореография, в ней есть примерно четыре движения, которые может сделать каждый. Вы делаете этот жест руками, и все понимают, что это танец Thriller», — объяснял такую популярность Лэндис.
В компьютерной игре Plants vs. Zombies, выпущенной в мае 2009 года, один из зомби напоминал Джексона в образе из короткометражного фильма. Описание персонажа отсылало к дисклеймеру, появляющемуся в конце оригинального видео: «Любое сходство между танцующими зомби и живыми или мёртвыми людьми является чистым совпадением». После смерти певца в июне 2009 года его Фонд наследия выразил недовольство обликом зомби, и компания-разработчик игры, PopCap Games, изменила дизайн персонажа.
В 2022 году, в ознаменование 40-летней годовщины выхода альбома Thriller, музыкальное видео на заглавную песню было загружено на YouTube в разрешении 4K. В 2024 году клип на платформе набрал один миллиард просмотров.
Примерно в 2007 году GIF-изображение с Майклом Джексоном, едящим попкорн в одной из сцен фильма, начало распространяться в интернете и стало мемом. Оно используется для передачи интереса к бурному обсуждению, например, на Reddit. GIF вдохновило множество пародий на себя.

### Внесение в Национальный реестр фильмов
30 декабря 2009 года Michael Jackson’s Thriller стал первым музыкальным клипом, внесённым в Национальный реестр фильмов Библиотеки Конгресса США. Этим Библиотека объявила его «культурную, историческую или эстетическую» значимость, охарактеризовав как «самое известное музыкальное видео всех времён» и «роскошную и дорогую работу», которая «произвела революцию в музыкальной индустрии». Между тем отмечалось, что фильмы отобраны не как «лучшие» американские кинокартины всех времён, а скорее как произведения, имеющие непреходящее значение для американской культуры. Координатор Национального совета по сохранению фильмов Стив Леггетт заявил, что видео давно рассматривалось для внесения в реестр, но смерть Джексона в июне 2009 года способствовала ускорению этого процесса.

## Награды и номинации
| Номинация                                         | Результат |
| ------------------------------------------------- | --------- |
| Лучший перформанс в видео (Майкл Джексон)         | Победа    |
| Выбор зрителей (Майкл Джексон)                    | Победа    |
| Лучшая хореография (Майкл Джексон и Майкл Питерс) | Победа    |
| Видео года (Майкл Джексон)                        | Номинация |
| Лучшее мужское видео (Майкл Джексон)              | Номинация |
| Лучшая идея видео (Майкл Джексон)                 | Номинация |

| Номинация                                       | Результат |
| ----------------------------------------------- | --------- |
| Любимый видеоклип (Michael Jackson’s Thriller ) | Победа    |

| Номинация                                                               | Результат |
| ----------------------------------------------------------------------- | --------- |
| Самое продаваемое музыкальное видео (Making Michael Jackson’s Thriller) | Победа    |

| Номинация                                                    | Результат |
| ------------------------------------------------------------ | --------- |
| Лучшее музыкальное видео (Making Michael Jackson’s Thriller) | Победа    |

## Судебные иски
В январе 2009 года Лэндис подал в суд на Джексона, утверждая, что последний и компания Optimum Productions продолжают извлекать прибыль из фильма, в то время как режиссёр не получает свою долю в 50 % с этой выручки. Затем к разбирательству присоединился продюсер Фолси-младший. После смерти Джексона в июне того же года иск перешёл его душеприказчикам Джону Бранке и Джону Макклейну. Дело завершилось в 2012 году мировым соглашением между Лэндисом, Фолси-младшим и Фондом наследия Майкла Джексона, условия сделки не разглашаются. В 2013 году Лэндис прокомментировал: «Мой контракт был с компанией Майкла, а компания Майкла управлялась неумело... Я имею в виду, я только что получил свои деньги за Thriller — или, должен сказать, свои 30 % денег за Thriller — в прошлом году. Это наконец-то урегулировали. Я судился с ним 14 лет».
Ола Рэй также заявляла о проблемах с выплатами гонораров. По её словам, её первое отчисление за видео — помимо 2500 долларов, выплаченных сразу же, — поступило в 1985 году, почти через два года после съёмок. Рэй подала в суд на Джексона в мае 2009 года, за месяц до его смерти. В 2012 году дело было урегулировано, актриса получила 55 тысяч долларов, ещё 20 тысяч достались её адвокату.
За своё участие в записи песни «Thriller» Винсент Прайс получил гонорар в размере 1000 долларов, а также золотой и два платиновых диска в знак признательности. Недовольный настолько скромными размерами отчислений при том, что альбом стал большим хитом, он пожаловался Лэндису, что певец не отвечает на его звонки. По словам дочери Прайса Виктории, актёр изначально согласился озвучить сегмент за минимальное вознаграждение. Попытки получить гонорар за музыкальный клип не увенчались успехом — это контрактом не предусматривалось.

## Комментарии
1. ↑  Роберт Питтман[англ.] и Лес Гарланд[англ.], соучредители MTV, отрицали, что канал когда-либо возражал против показа видео чернокожих исполнителей. Такие слухи впервые возникли после заявлений певца Рика Джеймса прессе. Питтман и Гарланд утверждали, что Уолтер Йетникофф выдумал историю о том, что CBS угрожало убрать все свои видео с канала, если «Billie Jean» не выйдет в эфир[50].